# Teoria rekapitulacji

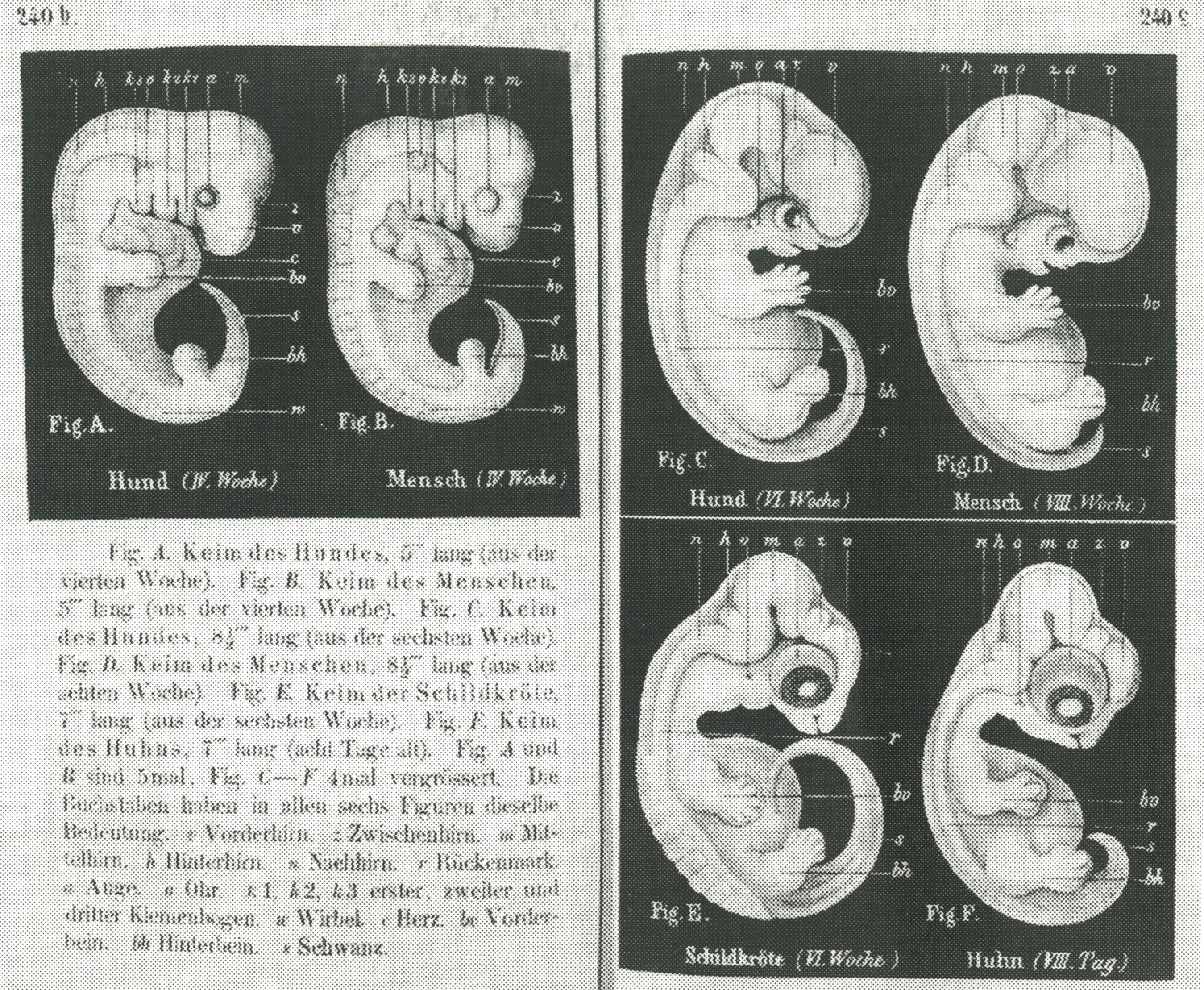
Teoria rekapitulacji

Teoria rekapitulacji, teoria biogenetyczna – koncepcja stworzona w 1864 roku przez Friedricha Müllera i uzupełniona w 1866 roku przez Ernsta Haeckela przyjmująca, że każdy osobnik danego gatunku przechodzi w toku embriogenezy takie same stadia, przez jakie przebiegała droga ewolucji prowadząca do jego powstania. Ogólnym założeniem tej teorii jest przypuszczenie, iż rozwój osobniczy (od zarodka do osobnika dorosłego) oddaje całość rozwoju filogenetycznego danego gatunku.